# Eagle River (Bell River)
Der Eagle River (englisch für „Adler-Fluss“) ist ein etwa 265 km langer linker Nebenfluss des Bell River im kanadischen Yukon-Territorium.

## Flusslauf
Der Fluss entspringt etwa 35 km südlich von Eagle Plains (⊙) in einer bis zu 650 m hohen Hügelgegend. Eagle Plains ist ein Raststopp am Dempster Highway mit Übernachtungsmöglichkeit und Campingplatz. Der Eagle River fließt in überwiegend nördlicher Richtung durch ein Flachland, das im Osten von den Richardson Mountains begrenzt wird. Das Gebiet liegt in der borealen Zone. Nach etwa 80 Kilometern kreuzt der Fluss den Dempster Highway, knapp 8 km nördlich von Eagle Plains. Der Eagle River setzt seinen Lauf nach Norden fort und erreicht schließlich  den Porcupine-River-Nebenfluss Bell River. 
Der Unterlauf des Eagle River weist ein stark mäandrierendes Verhalten mit zahlreichen engen Flussschlingen und Altarmen auf.
Wildwasserkanutouren nutzen die Stelle an der Straßenbrücke als Startpunkt. Die 1½- bis 2-wöchigen Touren führen flussabwärts über Bell River und Porcupine River bis nach Old Crow.

## Hydrometrie
Bei Flusskilometer 184 an der Brücke des Dempster Highway über den Eagle River befindet sich ein Abflusspegel (⊙). Der gemessene mittlere Abfluss (MQ) beträgt 11,3 m³/s (1978–2018). Das zugehörige Einzugsgebiet umfasst eine Fläche von etwa 1720 km².
Im folgenden Schaubild werden die mittleren monatlichen Abflüsse des Eagle River für die Messperiode 1978/2018 in m³/s dargestellt.